# La Peñita de Jaltemba
La Peñita de Jaltemba es una localidad costera situada en el municipio de Compostela, en el estado de Nayarit, México. Ubicada a orillas del océano Pacífico, forma parte de la Riviera Nayarit, una región turística en crecimiento. Con una población aproximada de 10,593 habitantes, La Peñita es reconocida por sus playas, su mercado tradicional y su cercanía con destinos turísticos como Rincón de Guayabitos y Los Ayala, con los cuales conforma una zona conurbada. La economía local se basa principalmente en el turismo, el comercio y la pesca artesanal. Su ubicación geográfica es 21° 2' 31.29" N  105° 15' 1.80"

## Características principales
En los alrededores se caracteriza por la piña, el plátano, el mango y la producción de otras frutas. La calle principal, o "La Avenida", como se sabe, va de este - oeste de la carretera a la playa y tiene un bulevar central con palmeras y bancos. Una serie de tiendas para turistas, tiendas de ropa, zapaterías, restaurantes y otros comerciantes que corren de arriba y abajo de la calle. Dos cuadras al sur del extremo playa de La Avenida hay una plaza con sombra grande. Cada jueves, un bloque de 4 tianguis de largo (mercadillo) se lleva a cabo en La Peñita. Este mercado vende una amplia gama de frutas frescas, mariscos, verduras de artículos para el hogar, ferretería, ropa y artesanías. Los colores y los olores proporcionan un ambiente animado.

## Sector económico
Es el servicio a la comunidad principal de la localidad ocupada de Rincón de Guayabitos, inmediatamente al sur. Las dos comunidades están separadas solo por un río estrecho. Rincón de Guayabitos es una comunidad de hoteles, bungalows, pequeñas tiendas y restaurantes turísticos, mientras que La Peñita ofrece servicios bancarios, tiendas de abarrotes, mercados de verduras, así como instalaciones públicas como la biblioteca y las oficinas de correos. En La Peñita en el extremo este de la Avenida, donde se encuentra la carretera 200, Rincón del sistema de transporte está disponible para el transporte entre las comunidades por unos pocos pesos.